# 约瑟夫·朗格
约瑟夫·朗格（波蘭語：Józef Lange，1897年3月16日—1972年8月11日），波兰男子自行车运动员。他曾代表波兰参加1924年和1928年夏季奥林匹克运动会自行车比赛，其中1924年奥运会获得一枚银牌。